# معماری مؤدبانه
معماری مودبانه (انگلیسی: Polite architecture) در نظریه‌های معماری شامل ساختمان‌های طراحی شده با سبک‌های غیر محلی و غیر بومی برای زیبا و دل‌انگیز کردن فضا با استفاده از تزیینات توسط معماران حرفه‌ای است. می‌توان این عنوان را نزدیک به گروه بیشتری از سبک‌های معماری فعلی و سبک‌های معماری غیر بومی شباهت داد. شیوه‌های معماری غیرقابل تطبیق با این نظریه عبارتند از عملکردگرایی و بروتالیسم.